# Radio Študent
Radio Študent (skr. RŠ) je slovenska radijska postaja koju vode studenti Ljubljanskoga sveučilišta. Prva je studentska radijska postaja u Europi. Osnovala ju je u svibnju 1969. Sveza društava studenata Slovenije (Zveza skupnosti študentov Slovenije), uslijed slovenskih studentskih prosvjeda.
Od 2012. postaja ima poseban zakonski status i vodi ga Studentska organizacija Sveučilišta u Ljubljani.
RTV Slovenija je 2009. snimila dokumentarni film o povijesti radija Večni študent ('Vječni student').